# آتسوشی یاماتویا
آتسوشی یاماتویا (انگلیسی: Atsushi Yamatoya; ۱۹ ژوئن ۱۹۳۷ – ۱۶ ژانویهٔ ۱۹۹۳) کارگردان فیلم، فیلم‌نامه‌نویس، بازیگر، خوانندگی، نویسنده اهل ژاپن بود.